# لويزا آدامز
لويزا آدامز (بالإنجليزية: Louisa Adams) ولدت في (12 فبراير 1775م - وتوفيت في 15 مايو 1852م)، زوجة رئيس الولايات المتحدة السادس جون كوينسي آدامز، وسادس سيدة أولى للولايات المتحدة الأمريكية.